# Disarm the Descent
Disarm the Descent ist das sechste Studioalbum der US-amerikanischen Metalcore-Band Killswitch Engage. Es erschien am 2. April 2013 bei Roadrunner Records. Das Album ist das erste Album mit Sänger Jesse Leach seit Alive or Just Breathing (2002).

## Entstehung und Stil
Das Album wurde von Adam Dutkiewicz produziert und von Andy Sneap abgemischt. Die Band hatte im Januar 2012 die Rückkehr von Jesse Leach bekanntgegeben, nachdem die Band und der vorherige Sänger, Howard Jones, getrennte Wege gingen. In einem Interview mit Loudwire bezeichnete Leach das Album als die schnellste Platte, die Killswitch Engage jemals veröffentlicht hätten. Auch habe er neue Gesangsstile einfließen lassen:

“The music is definitely the fastest Killswitch record ever, it’s very heavy but still maintains the signature Killswitch hooky, melodic stuff there too. There’s definitely melody attached but I pulled out some new styles vocally, yelling and screaming and growling and layers and it sounds massive.”

„Musikalisch ist es definitiv das schnellste Killswitch-Album aller Zeiten, es ist sehr hart, bleibt aber den charakteristischen Killswitch-Hooks und Melodien treu. Es ist durchaus eine Melodie vorhanden, aber ich habe zu einigen neuen Gesangstechniken gegriffen: Schreien, Kreischend, Knurren und Überlagerungen, und es klingt gewaltig.“

## Titelliste
| Nr. | Titel                                                             | Länge |
| --- | ----------------------------------------------------------------- | ----- |
| 1.  | The Hell in Me                                                    | 2:57  |
| 2.  | Beyond the Flames                                                 | 2:53  |
| 3.  | The New Awakening                                                 | 3:33  |
| 4.  | In Due Time                                                       | 3:18  |
| 5.  | A Tribute to the Fallen                                           | 4:02  |
| 6.  | Turning Point                                                     | 3:12  |
| 7.  | All That We Have                                                  | 3:20  |
| 8.  | You Don’t Bleed for Me                                            | 3:20  |
| 9.  | The Call                                                          | 2:50  |
| 10. | No End in Sight                                                   | 3:29  |
| 11. | Always                                                            | 4:33  |
| 12. | Time Will Not Remain                                              | 3:13  |
| 13. | Blood Stains (Special Edition)                                    | 3:21  |
| 14. | Slave to the Machine (Special Edition)                            | 3:07  |
| 15. | Numbered Days (Live 2012) (Special Edition)                       | 3:45  |
| 16. | My Curse (Live 2012) (Special Edition)                            | 3:53  |
| 17. | The End of Heartache (Live 2012) (nur japanische Special Edition) | 4:54  |
| 18. | Vide Infra (Live 2012) (nur japanische Special Edition)           | 3:49  |

## Rezeption
Die Kritiken fielen im Wesentlichen positiv aus. Auf der Webseite Metacritic.com erreichte das Album eine Durchschnittswertung von 79 von 100 basierend auf sieben professionellen Kritiken.

## Chartplatzierungen
| ChartsChartplatzierungen       | Höchstplatzierung | Wochen |
| ------------------------------ | ----------------- | ------ |
| Deutschland (GfK)              | 12 (3 Wo.)        | 3      |
| Österreich (Ö3)                | 15 (2 Wo.)        | 2      |
| Schweiz (IFPI)                 | 23 (2 Wo.)        | 2      |
| Vereinigte Staaten (Billboard) | 7 (10 Wo.)        | 10     |
| Vereinigtes Königreich (OCC)   | 15 (3 Wo.)        | 3      |